# Jan-Michael Vincent
Jan-Michael Vincent (Denver, 15 luglio 1945 – Asheville, 10 febbraio 2019) è stato un attore statunitense.

## Biografia
Dopo una prima apparizione da protagonista nel film della Disney Nanù, il figlio della giungla (1973), divenne una grande promessa del cinema degli anni settanta, quando interpretò un ruolo da protagonista nel film cult Un mercoledì da leoni (1978). In TV ebbe un notevole successo con la miniserie Venti di guerra (1983), dove affiancò Robert Mitchum, e la serie Airwolf (1984-1987), in cui recitò con Ernest Borgnine.
Inattivo dal 2002, nel 2014 in un'intervista al National Enquirer dichiarò di essere rimasto coinvolto in gravi incidenti d'auto (nel primo, avvenuto nel 1996, si ruppe tre vertebre e riportò un danno permanente alle corde vocali), e di aver subito nel 2012 l'amputazione della gamba destra, sotto il ginocchio, in seguito a un'infezione.
Morì il 10 febbraio 2019 per un attacco cardiaco, dopo una lunga malattia. La notizia del decesso fu comunicata solo un mese dopo.

## Vita privata
Sposò in prime nozze Bonnie Poorman e da lei ebbe una figlia. La sua seconda moglie, Joanne Robinson, lo lasciò a causa di abusi sessuali. Entrambi i matrimoni si conclusero col divorzio.

## Filmografia

### Cinema
- Non c'è scampo per chi tradisce (The Bandits), regia di Robert Conrad (1967)
- 7 volontari dal Texas (Journey to Shiloh), regia di William Hale (1968)
- I due invincibili (The Undefeated), regia di Andrew V. McLaglen (1969)
- Allucinante notte per un delitto (Going Home), regia di Herbert B. Leonard (1971)
- Professione assassino (The Mechanic), regia di Michael Winner (1972)
- Nanù, il figlio della giungla (The World's Greatest Athlete), regia di Robert Scheerer (1973)
- Stringi i denti e vai! (Bite the Bullet), regia di Richard Brooks (1975)
- Violenza sull'autostrada (White Line Fever), regia di Jonathan Kaplan (1975)
- Squadra d'assalto antirapina (Vigilante Force), regia di George Armitage (1975)
- L'ultima odissea (Damnation Alley), regia di Jack Smight (1977)
- Un mercoledì da leoni (Big Wednesday), regia di John Milius (1978)
- Collo d'acciaio (Hooper), regia di Hal Needham (1978)
- I violenti di Borrow Street (Defiance), regia di John Flynn (1980)
- Incontri stellari (The Return), regia di Greydon Clark (1980)
- Paese selvaggio (Hard Country), regia di David Greene (1981)
- Last Plane Out , regia di David Nelson (1983)
- Hit List - Il primo della lista (Hit List), regia di William Lustig (1989)
- Alienator, regia di Fred Olen Ray (1990)
- Intuizioni mortali (Raw Nerve), regia di David A. Prior (1991)
- Istinti pericolosi (Animal Instincts), regia di Gregory Dark (1992)
- Torbido desiderio (Sins of Desire), regia di Jim Wynorski (1993)
- I gusti del terrore (Ice Cream Man), regia di Paul Norman (1995)
- Buffalo '66, regia di Vincent Gallo (1998)
- White Boy, regia di John Marino (2002)

### Televisione
- Bonanza – serie TV, episodi 9x30-10x27 (1968-1969)
- The Survivors – serie TV, 11 episodi (1969-1970)
- Sulle strade della California (Police Story) – serie TV, 2 episodi (1973-1975)
- Venti di guerra (The Winds of War) – miniserie TV, 7 puntate (1983)
- Airwolf – serie TV, 55 episodi (1984-1986)
- Tarzan a Manhattan (Tarzan in Manhattan), regia di Michael Schultz – film TV (1989)
- Renegade – serie TV, episodio 2x12 (1994)

## Doppiatori italiani
- Massimo Turci in Professione: assassino
- Carlo Sabatini in I due invincibili, Un mercoledì da leoni
- Massimo Rinaldi in Airwolf